# Callistosporium pinicola
Callistosporium pinicola är en svampart som beskrevs av Arnolds 2006. Callistosporium pinicola ingår i släktet Callistosporium och familjen Tricholomataceae.   Inga underarter finns listade i Catalogue of Life.